# Alex Sanchez
Alex Sanchez (* 5. Juni 1973 in Ponce, Puerto Rico) ist ein ehemaliger puerto-ricanischer Boxer im Strohgewicht. 

## Profikarriere
Im Jahre 1991 begann er erfolgreich seine Profikarriere. Am 22. Dezember 1993, bereits in seinem 12. Kampf, boxte er gegen Orlando Malone um den Weltmeistertitel des Verbandes WBO und gewann durch K. o. Diesen Gürtel verlor er nach sechs erfolgreichen Titelverteidigungen im August 1997 an den WBC-Weltmeister Ricardo López im Titelvereinigungskampf durch technischen K. o. in Runde 5. 
Im Jahre 2011 beendete er seine Karriere.